# Cabassous centralis
Cabassous centralis é uma espécie de tatu da família dos clamiforídeos (Chlamyphoridae). Pode ser encontrado no México, Belize, Guatemala, El Salvador, Honduras, Nicarágua, Costa Rica, Panamá, Colômbia, Equador e Venezuela.